# Колір (гурт)

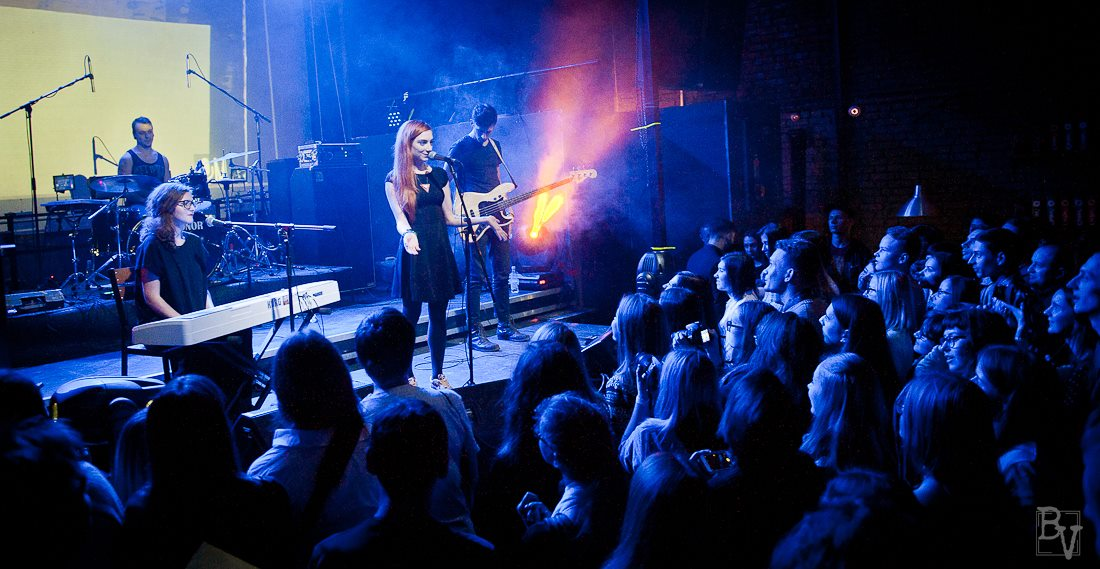
ЖЫВЫ ФЭСТ — 2018 (Білорусь, Мінськ)

Колір — Український інді-гурт з Одеси, заснований 2014 року Людмилою Коллер. Солістка гурту була учасницею Х-фактору, після чого стала ініціатором створення колективу. 

## Мета гурту
Гурт створювався з метою популяризації української мови в Одесі. Завданням своєї творчості Людмила Коллер вважає заохочення людей вивчати українську, цінувати свою культуру та розвивати її. Важливою темою у композиціях є висвітлення моральних проблем та почуттів.

## Історія становлення
Початком існування гурту можна вважати перемогу на Фестивалі вуличних музикантів в Одесі у 2014 році. Пізніше колектив виступив разом із вже відомими українськими гуртами «Бахрома» та «Крихітка» на концерті в Києві в рамках благодійного проєкту «Частинка серця», що стало приводом до його впізнаваності.
В травні 2016 року «Колір» презентували свій дебютний альбом «Хто, як не ми» — 7 пісень у форматі piano acoustic та бонус-трек «Риба» на вірш відомого українського поета Сергія Жадана. Влітку 2021 року світ побачив другий ЕР-альбом «Поки ще можна». До релізу увійшли сингли у свіжому аранжуванні: «Диявол» на вірш Жадана і однойменна з альбомом композиція «Поки ще можна», якою музиканти хочуть привернути увагу до сімейного насилля. Білоруськомовний трек «Чалавек», на вірш Ригора Бородуліна, займає особливе місце в музичній добірці. Таким чином «Колір» висловлює протест, щодо утиску свободи слова і незаконних, масових ув'язнень в сусідній країні.
Оскільки гурт активно співпрацює з Сергієм Жаданом. В основу композиції «Хай буде так», що вийшла у 2022 році, також лягли слова з його поезії. Вірш входить до збірки «Тамплієри», виданої у 2016 році.

## Діяльність

### Концерти
Гурт «Колір» неодноразово давав концерти у всіх великих містах України, а також за кордоном: Білорусь, Польща, Німеччина, Молдова, Литва.

### Фестивалі
Колектив брав активну участь у багатьох фестивалях:
- Вишиванковий фестиваль — 2014, 2015 (Одеса)
- Бандерштат — 2015, 2017 (Луцьк)
- RazomFest — 2015 (Львів)
- Lviv Acoustic Fest — 2016 (Львів)
- Woodstok Ukraine — 2016 (Свірж)
- Гайда Fest[17]— 2017, 2018, 2021 (Черкаси)
- Jazz Koktebel — 2017 (Чорноморськ)
- Ремара — 2017 (Білорусь)
- ROCK SEA[18] — 2018 (Одеса)
- ЖЫВЫ ФЭСТ — 2018 (Білорусь, Мінськ)
- Moldova Pride — 2020, 2022 (Кишинів)
- Ше.Fest — 2021 (Одеса)
- Faine Misto festival — 2021 (Тернопіль)
- Moldox Festival[19] — 2022 (Молдова)

У 2014 році отримали приз глядацьких симпатій на конкурсі «Заспявай бай 2.0» в Білорусі, а в 2017 стали лауреатами премії від білоруського «РАДЫО РАЦЫЯ» на конкурсі «Бардовська осінь» в Bielsk Podlaski.

## Благодійність

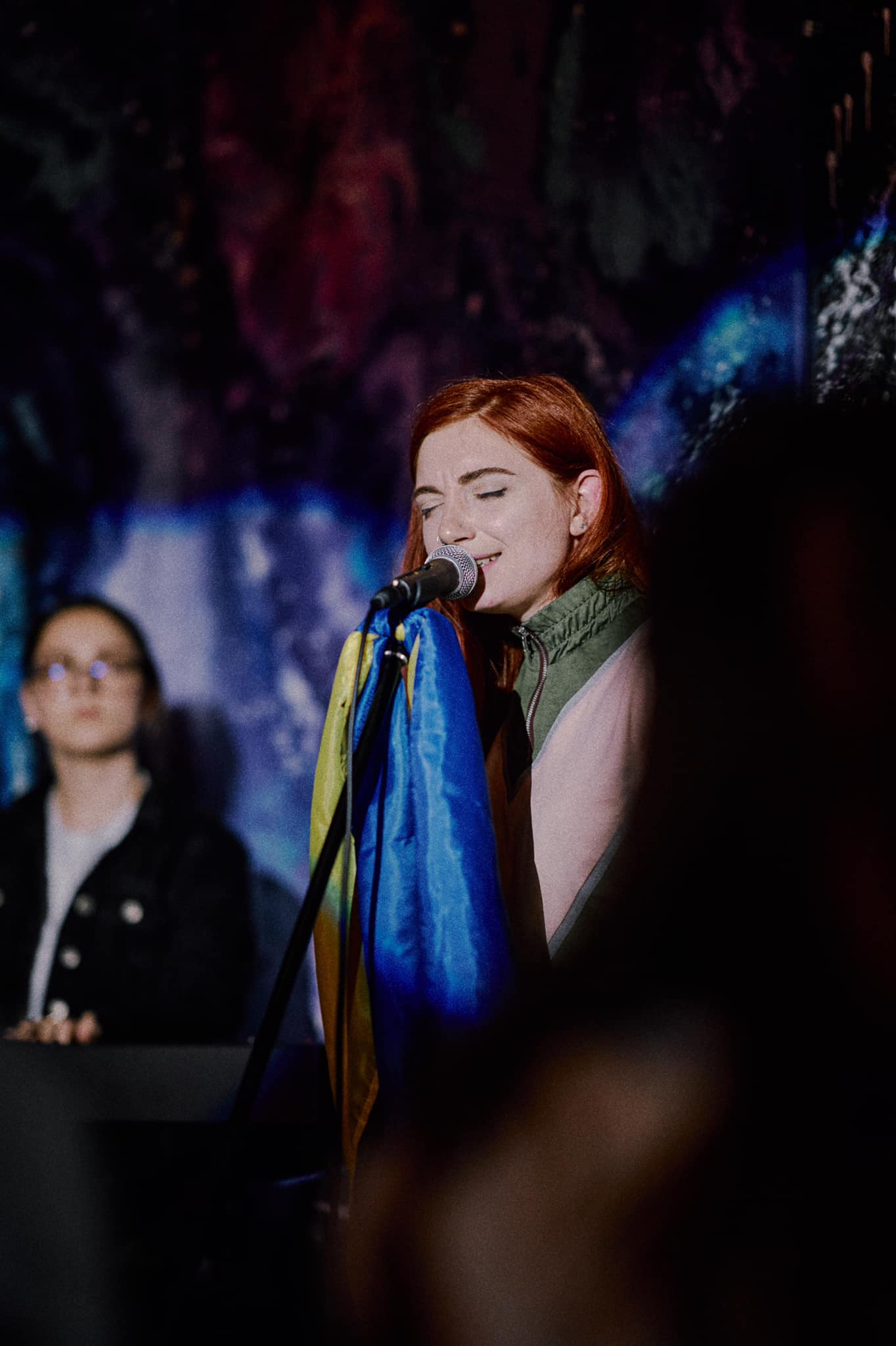
Благодійний концерт на підтримку ЗСУ в Берліні

У 2015 році учасники гурту допомагали збирати гроші на обладнання для дітей з хворим серцем в рамках проєкту «Серце до серця». У 2020 році — давали онлайн-концерт для допомоги одеському благодійному фонду «Корпорація Монстрів».
З початком повномасштабного вторгнення російських окупантів в Україну лідерка гурту Людмила Коллер стала учасницею волонтерського руху «Південна Паляниця», в рамках волонтерської діяльності «Колір» провели благодійний музичний етер, аби зібрати кошти для ЗСУ та Територіальної оборони Одеси. Згодом неодноразово їздили в благодійні тури по Україні та за кордон, кошти з концертів були спрямовані на закупівлю екіпірування, тепловізорів, оптичних прицілів та інших необхідних речей для військових на фронті. 

## Підтримка Білорусі
Лідерка гурту Людмила Коллер підтримує опозиційних білорусів, які постраждали через дії деспотичної влади. У репертуарі колективу є пісні не лише українською мовою, а й білоруською. Перша з них — композиція «Застацца сабой», записана на вірш Андрія Олександрова, що опинився у в'язниці через підтримку білоруських протестів.

## Дискографія

### Альбоми
- «Хто, як не ми» (2016)[24]
- «Поки ще можна» (2021)

### Сингли
- «Застацца сабой» (2015)
- «Чорний ворон» (2015)
- «Диявол» (2017)
- «Поки ще можна» (2019)
- «Хай буде так» (2022)
- «Приватний лікар» (2022)
- «Лютий» (2023)

## Склад гурту

### Поточний склад
- Люсі Реллок (Людмила Коллер) — вокал, бек-вокал;

### Колишні учасники
- Олександра Грінченко — клавішні;
- Макс Мішустін — бас;
- Денис Швець — ударні.
- Анна Провозін — клавішні;
- Слава Тилік — барабани, перкусія.